# Artère utérine
L'artère utérine (ou artère génitale principale) est une artère systémique paire de l'abdomen situé dans le petit bassin de la femme.  Elle vascularise l'utérus et et les deux tiers médiaux de la trompe utérine.

## Origine
L'artère utérine une branche du tronc antérieur de l'artère iliaque interne en dessous de l'origine de l'artère obturatrice. 

## Trajet
L'artère utérine descend en avant derrière le ligament large. Elle forme une crosse derrière l'uretère, puis remonte le long du bord latéral de l'utérus. 
Elle se termine au niveau de l"angle salpingo-utérin pour donner le rameau tubaire et le rameau ovarien.

## Branches collatérales
Au niveau de la jonction cervico-utérine, elle donne les rameaux vaginaux qui vascularisent le col de l'utérus, la partie supérieure du vagin et la paroi postérieure de la vessie.
Au niveau de l'uretère, elle donne quelques rameaux pour sa vascularisation.
La branche ascendante a un trajet tortueux et donne des branches qui pénètrent la paroi utérine. Celles-ci s'y divisent pour former à chaque niveau les artères arquées antérieures et postérieures, qui se ramifient à leur tour. Ce réseau est anastomosé avec le réseau controlatéral. Les branches terminales sont les rameaux hélicins qui vascularisent l'endomètre. Leur aspect est modifié au cours du cycle menstruel ; elles croissent en longueur et épaisseur au cours de la phase sécrétoire, et inversement au cours de la phase proliférative.

## Anatomie fonctionnelle
L'artère utérin s'hypertrophie au cours de la grossesse.